# Young County
Young County är ett administrativt område i delstaten Texas, USA, med 18 550 invånare (2010). Den administrativa huvudorten (county seat) är Graham. 

## Geografi
Enligt United States Census Bureau har countyt en total area på 2 411 km². 2 388 av den arean är land och 23 km² är vatten.  

### Angränsande countyn
- Archer County - norr
- Jack County - öster
- Palo Pinto County - sydost
- Stephens County - söder
- Throckmorton County - väster